# Catalyst (switch)

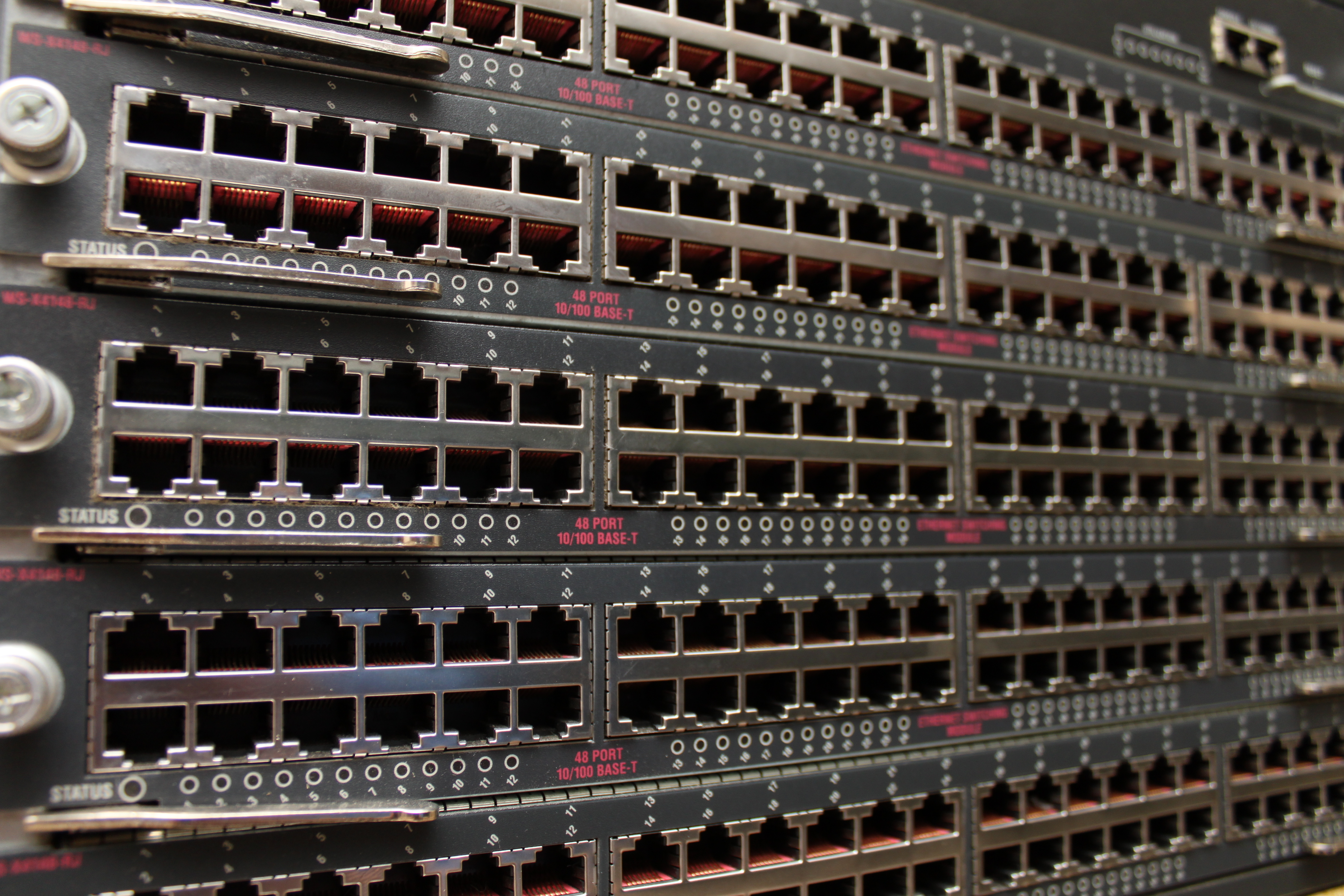
Enkele RJ-45-interfaces op een Cisco Catalyst 4006

Cisco Catalyst is de modellijn van ethernetswitches van het Amerikaanse netwerkbedrijf Cisco Systems. Men kan een aantal soorten switches onderscheiden:

## Office-switches
Voor het aansluiten van eindgebruikers in kantoren en/of switches in een serverkast. De modellen uit deze reeks zijn Catalyst 2960, 3660 en 3750. Deze switches bieden Fast Ethernet- of Gigabit Ethernet-interfaces naar de eindgebruiker, eventueel met ondersteuning voor Power over Ethernet (PoE) en VLAN voor VoIP-telefoons.

## Aggregatie-switches
Bovenstaande switches worden via upstream-interfaces van meestal 10Gb-interfaces verbonden met aggregatie-switches in de reeks Catalyst 6500, 4500 en 4900M. Op deze switches worden in principe alleen andere switches aangesloten of eventueel routers voor koppeling aan het internet of andere locaties.
In rekencentra worden dezelfde switches gebruikt met de office-switches in elke serverkast of om zware serverfarms rechtstreeks aan te sluiten op dit type switches.

## Serviceprovideraggregatie
Door gebruik te maken van langeafstandsglasvezelinterfaces kunnen bovenstaande switches ook door serviceproviders gebruikt. Serviceproviders kunnen via glasvezel dan ethernetverbindingen aanbieden aan klanten, waarbij bij de klanten speciale access-switches worden geplaatst die langeafstandsinterfaces hebben, zoals de 3400 ME-reeks of de 3750 Metro tot aan de 600ME.

## Routerende switches
Voor serviceproviders heeft Cisco de 3800X-serie ontwikkeld als aggregatie-switch: hiermee kan alle dataverkeer van een locatie samengevoegd worden en via ofwel een longrange-ethernet- of via een gerouteerde verbinding naar de centrale locatie verstuurd worden. De 3800M ondersteunt onder andere MPLS en diverse routeringsprotocollen.